# La Chapelle-Vendômoise
La Chapelle-Vendômoise – miejscowość i gmina we Francji, w Regionie Centralnym, w departamencie Loir-et-Cher.
Według danych na rok 1990 gminę zamieszkiwało 708 osób, a gęstość zaludnienia wynosiła 54 osoby/km² (wśród 1842 gmin Regionu Centralnego La Chapelle-Vendômoise plasuje się na 539. miejscu pod względem liczby ludności, natomiast pod względem powierzchni na miejscu 983.).